# Kleingebiet Mosonmagyaróvár
Das Kleingebiet Mosonmagyaróvár (ungarisch Mosonmagyaróvári kistérség) war bis Ende 2012 eine ungarische Verwaltungseinheit (LAU 1) innerhalb des Komitats Győr-Moson-Sopron in Westtransdanubien. Im Zuge der Verwaltungsreform von 2013 kamen 27 Ortschaften in den Nachfolger-Kreis Mosonmagyaróvár (ungarisch Mosonmagyaróvári járás), die Landgemeinde Mosonszentmiklós kam zum Kreis Győr.
Das Kleingebiet zählte Ende 2012 auf 930,66 km³ 74.911 Einwohner, die Bevölkerungsdichte lag mit 80,5 etwas unterhalb des Komitatsdurchschnitts (160,5).
Der Verwaltungssitz befand sich in der Stadt Mosonmagyaróvár (32.092 Ew.). Jánossomorja war eine weitere Stadt (6.034 Ew.). Die Großgemeinde Lebény wurde Mitte 2013 zur Stadt erhoben, die Großgemeinde Hegyeshalom (3.407 Ew.) ist die drittgrößte Ortschaft im Kleingebiet.

## Ortschaften
| Ásványráró (dt.: Aschwang-Rohrau)                   | Bezenye (dt.: Pallersdorf)    | Darnózseli (dt.: Dornach-Schöllern) | Dunakiliti (dt.: Frauendorf auf der Schütt) | Dunaremete (dt.: Einsiedel)                           |
| Dunasziget (dt.: Milchdorf)                         | Feketeerdő (dt.: Schwarzwald) | Halászi (dt.: Fischerdorf)          | Hédervár (dt.: Heidrichsturn)               | Hegyeshalom (dt.: Straß-Sommerein)                    |
| Jánossomorja (dt.: Sankt Johann auf dem Heideboden) | Károlyháza (dt.: Karlshaus)   | Kimle (dt.: Kimling)                | Kisbodak (dt.: Kleinbodacken)               | Lébény (dt.: Leiden)                                  |
| Levél (dt.: Kaltenstein)                            | Lipót (dt.: Lippoldsdorf)     | Máriakálnok (dt.: Gahling)          | Mecsér (dt.: Mötschendorf)                  | Mosonmagyaróvár (dt.: Wieselburg-Ungarisch Altenburg) |
| Mosonszentmiklós (dt.: Sankt Niklas bei Leiden)     | Mosonszolnok (dt.: Zanegg)    | Mosonudvar (dt.: Neuhof)            | Püski (dt.: Büsching)                       | Rajka (dt.: Ragendorf)                                |
| Újrónafő (dt.: Kaiserwiese)                         | Várbalog (dt.: Haidstall)     |                                     |                                             |                                                       |

## Geschichte

Das Gebiet von Mosonmagyaróvár um 1870-80 (Aufnahmeblätter der Landesaufnahme)
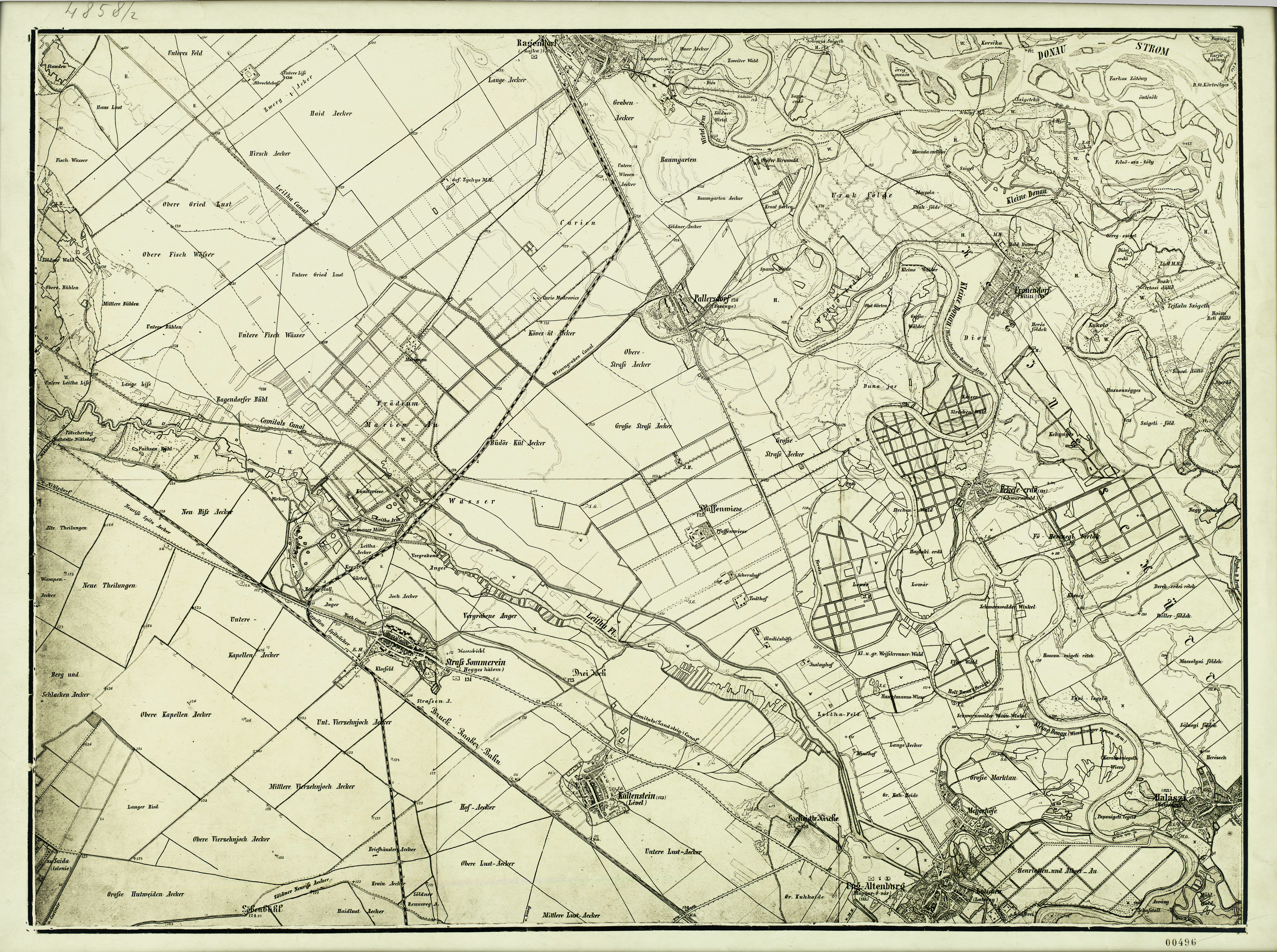
Hegyeshalom, Bezenye, nördliches Mosonmagyaróvár
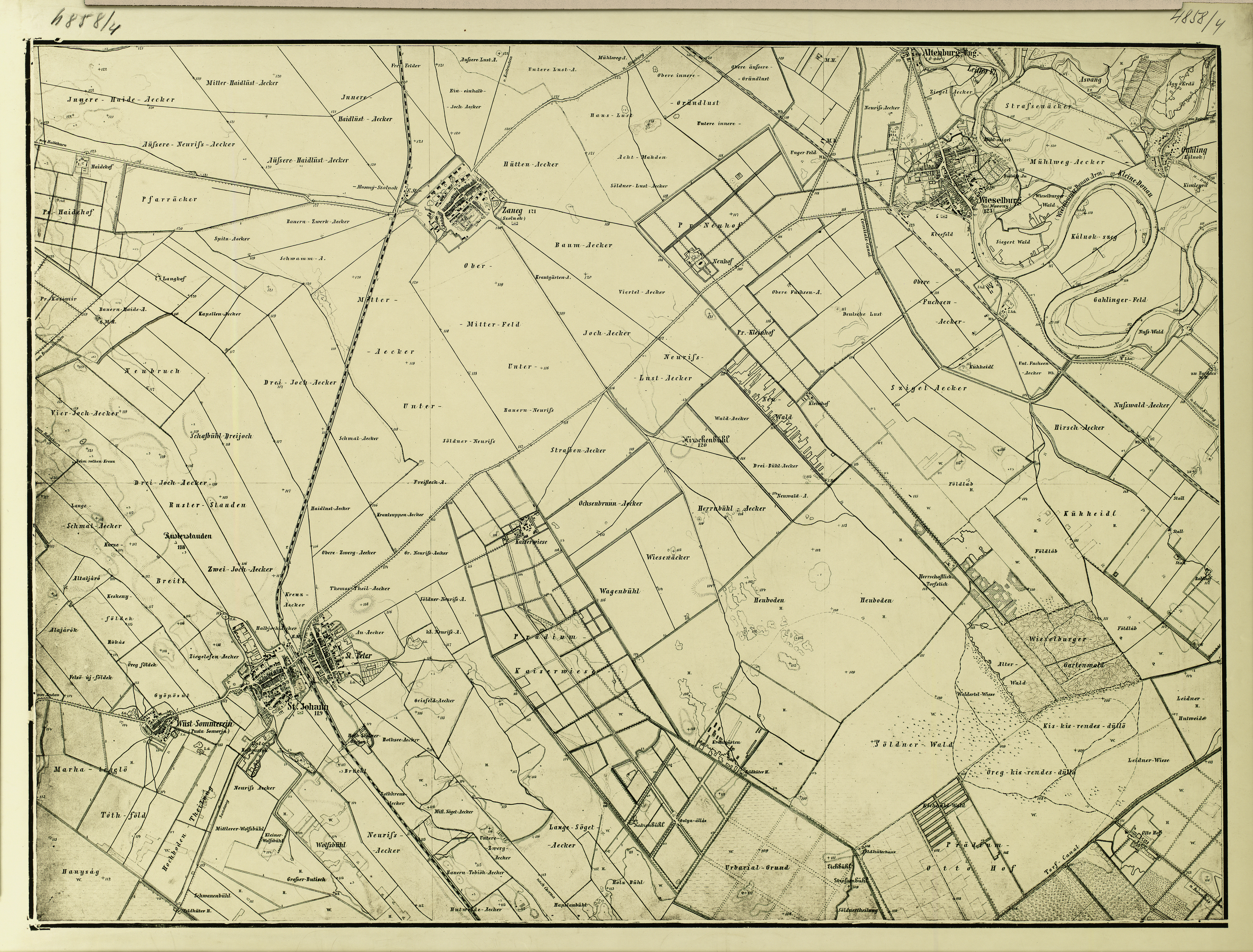
Jánossomorja, Mosonszolnok, südliches Mosonmagyaróvár
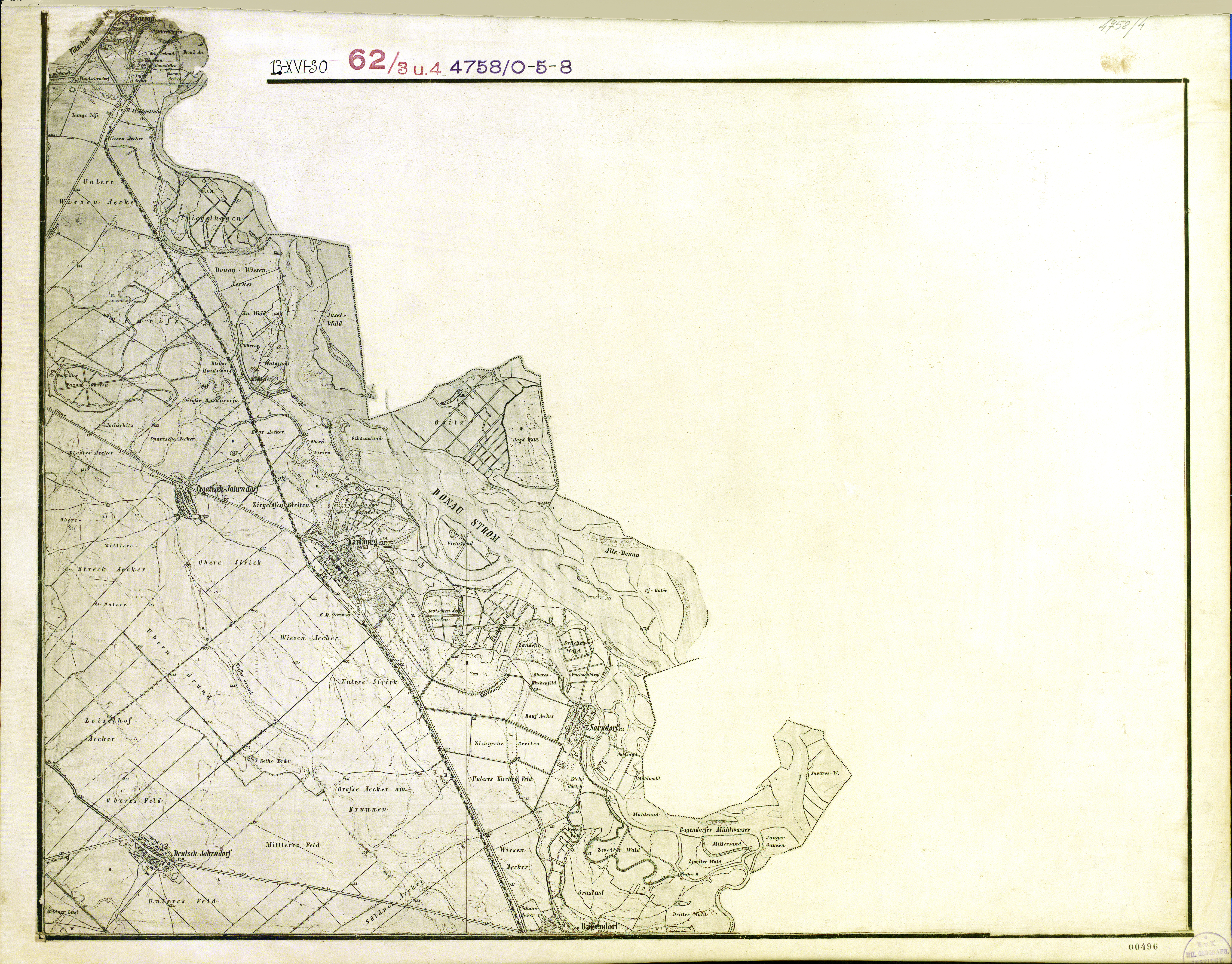
Norden von Rajka